# Chinesischer Tigergecko
Der Chinesische Tigergecko, oder Norway-Krallengecko (Goniurosaurus lichtenfelderi) ist ein Reptil aus der Familie der Lidgeckos.

## Verbreitung
Die Art ist bisher von der Insel Kuining Chao, von der Norway Inselgruppe und vom Festland östlich von Hanoi entlang der vietnamesischen Küste bis hin zur chinesischen Grenze bekannt.

## Biotop
Goniurosaurus lichtenfelderi leben in sogenannten Karstformationen. Diese liegen in Schluchten und durch sie fließen kleine Flüsse und Bäche. Die Wände der Schluchten bilden Terrassen und sind mit Büschen und Bäumen bewachsen. Den größten Teil des Bewuchses machen Palmen und Farnbäume aus. Die gesamte Gegend besteht aus mehreren Schluchten und reicht von einer Höhe von 200 bis in 400 m über NN. Die Geckos leben aber nur in Höhen zwischen 200 und 300 m.
Es besteht eine sehr hohe Luftfeuchtigkeit auch während der Trockenzeit, welche von Ende Oktober bis Anfang März dauert. Die Regenzeit ist von März–Oktober.
Im Juni schwanken die Temperaturen zwischen 22 und 24 °C, diese sinken im Januar auf 10–12 °C ab.

## Beschreibung
Der G. lichtenfelderi hat eine dreieckigen Kopf, welcher hinten breiter ist als der Nacken und einen kompakten und robusten Körperbau.
Die maximale Kopf-Rumpflänge liegt bei 105 mm. Der Schwanz ist kegelförmig und nach der Schwanzwurzel am dicksten. Finger und Zehen des Geckos sind kurz und kräftig, die Endglieder kurz und gerade.
Am Kopf und am Rücken ist die Oberseite mit kleinen unregelmäßigen Körnerschuppen bedeckt. An der Kehle befinden sich kleine und relativ glatte Schuppen.
Männchen und Weibchen besitzen eine nicht unterbrochene Reihe Päanalporen, diese sind allerdings beim Männchen stärker entwickelt und enthalten ein gelbliches Sekret.
Kopf und Rumpf sind an der Oberseite schokoladenbraun gefärbt, mit einer Sprenklung aus dunkelbraunen Flecken. Der Bauch ist hellgrau mit dunklen Flecken an den Rändern.

## Verhalten
Dieser Gecko ist nachtaktiv und relativ unempfindlich gegen tiefere Temperaturen.
Am Tag verstecken sie sich tief in kleinen Höhlen und unter mit Laub bedeckten Steinhaufen. Erst nach Einbruch der Dunkelheit verlassen sie ihre Verstecke, entfernen sich dann aber auch nie weit von diesen. Meist jagen sie aus ihrem Unterschlupf heraus. Ein Wechsel des Verstecks erfolgt immer sehr vorsichtig und mit kurzen Spurts.
Die Fortpflanzungszeit beginnt wahrscheinlich im Frühjahr.

## Pflege und Zucht im Terrarium
Das Terrarium sollte eine Größe von 80 × 50 × 40 cm haben. Die Luftfeuchtigkeit müsste tagsüber bei ca. 70–80 % liegen und nachts durch Sprühen 85–95 %. Die Haltung sollte paarweise oder in kleinen Gruppen von 1,2 oder 1,3 erfolgen.
Die Unterscheidung zwischen Männchen und Weibchen ist relativ einfach, da die Männchen wesentlich stärker ausgeprägte Präanalporen haben und die Weibchen eine ausgeprägtere Fleckung am Bauch.
Jedes Weibchen kann während einer Fortpflanzungsperiode 2–3 Gelege mit je 2 Eiern produzieren.